# (3178) Yoshitsune
(3178) Yoshitsune es un asteroide perteneciente al cinturón de asteroides, descubierto el 21 de noviembre de 1984 por Kenzo Suzuki y el también astrónomo Takeshi Urata desde el Toyota Observatory, Japón.

## Designación y nombre
Designado provisionalmente como 1984 WA. Fue nombrado Yoshitsune en honor a Minamoto Yoshitsune militar japonés.